# نيما يوشيج
علي اسفندياري اشتهر (بالفارسية: نيما يوشيج) الملقّب بأبوالشعر الإيراني الحديث مواليد 12 نفمبر، 1895 يوش التابعة لمحافظة مازندران شمال إيران – 6 يناير، 1960 في طهران) التحق في «مدرسة سن لويي» في طهران حيث تعلم الفرنسية.
كانت قصائده الأولى محاكاة للنمط القديم لكنه أوجد توجّه «الشعر الفارسي الحديث» فيما بعد ونشر عام 1922 قصيدة مطولة بعنوان أسفانة، فشق طريقاً جديد امتاز به عن بقية الشعراء ليلقّب بأبوالشعر الإيراني الحديث
جميع التيارات الرئيسية في الشعر الفارسي المعاصر مدينة لهذه الثورة والتطور الذي كان نیما مبتكره. يعتبر العديد من الشعراء والنقاد المعاصرين قصائد نیما رمزية ويعتبرونه أحد مؤسسي الشعراء الرمزيين في العالم.

## نشأته وحياته

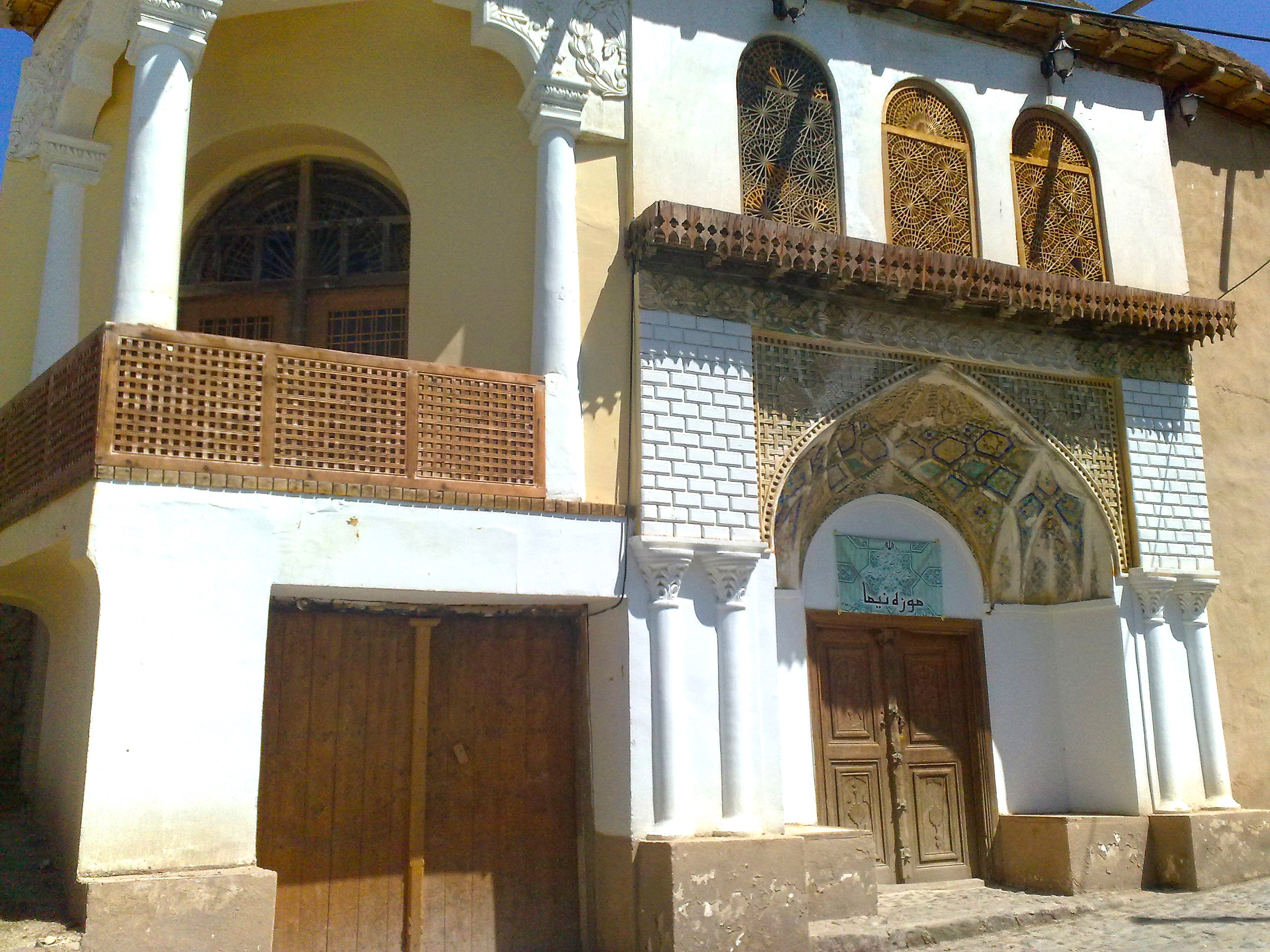
بيت نيما يوشيج

كان الابن الأكبر لإبراهيم نوري من يوش (مقاطعة نور، محافظة مازندران، إيران). نشأ في يوش وساعد والده في المزرعة ورعاية الماشية غالبا. عندما كان طفلاً، زار العديد من المخيمات الصيفية والشتوية المحلية واجتمع مع الرعاة والعمال المتجولين. لقد تأثر بعمق بصور الحياة حول النار ، خاصة تلك التي ظهرت من قصص الرعاة البسيطة والمسلية حول النزاعات القروية والقبلية.